# 異形新金星介
異形新金星介（学名：Neocyprideis heteroplastica）为荊花介科新金星介屬下的一个种。